# 水海の田楽・能舞

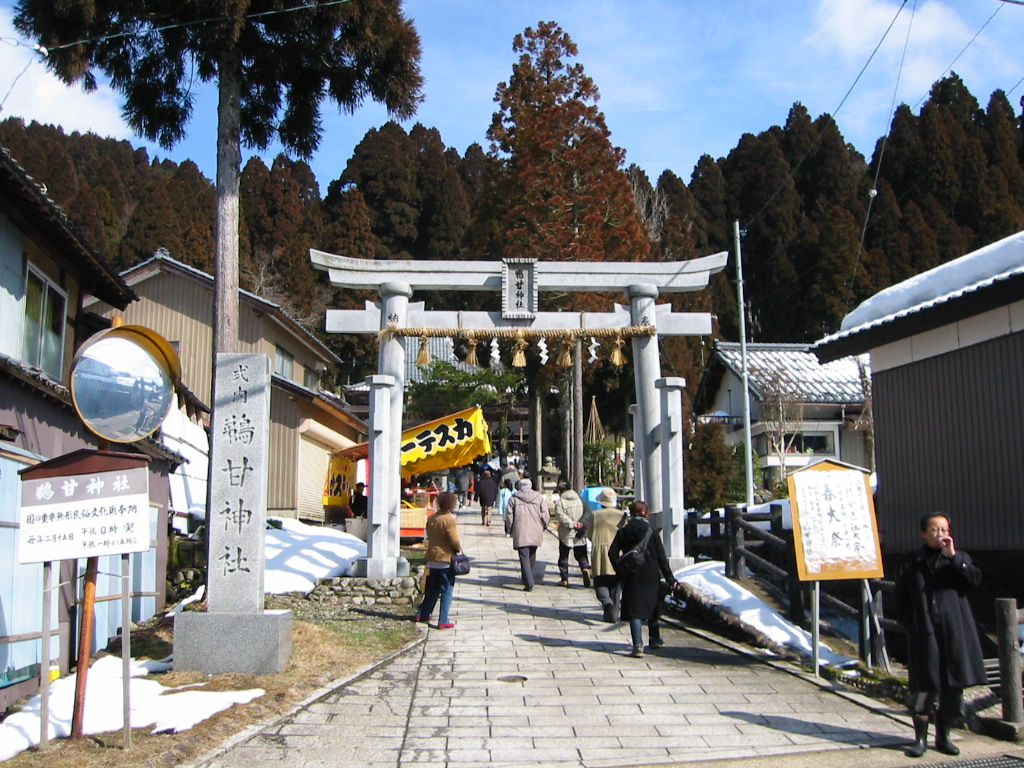
水海の鵜甘神社にて舞われる

水海の田楽・能舞（みずうみのでんがくのうまい）は、福井県今立郡池田町水海に伝わる伝統行事。1975年（昭和50年）の文化財保護法の改正によって制定された重要無形民俗文化財の第1回の指定を受けた。
鎌倉時代、1250年（建長2年）北条時頼が諸国行脚の折池田を訪れた。時は冬、雪深い池田に滞留し水海にて一冬を過ごす事となる。村人達は宴をひらき田楽を舞い、都を思い恋しくなる時頼を慰めたとのことである。喜んだ時頼が、礼に能を舞って村人達に教え、そして田楽と能を合わせた珍しい田楽能舞がこの地に継がれることとなり、「水海の田楽・能舞」の始まりとなったと伝えられている。

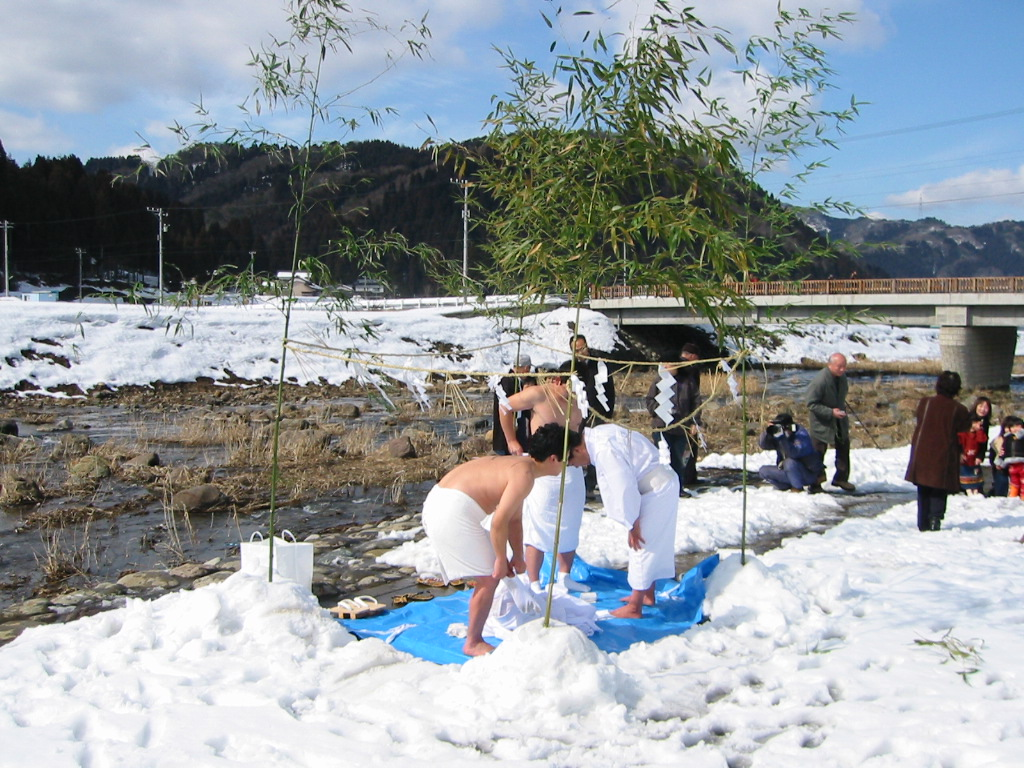
清流での禊ぎ
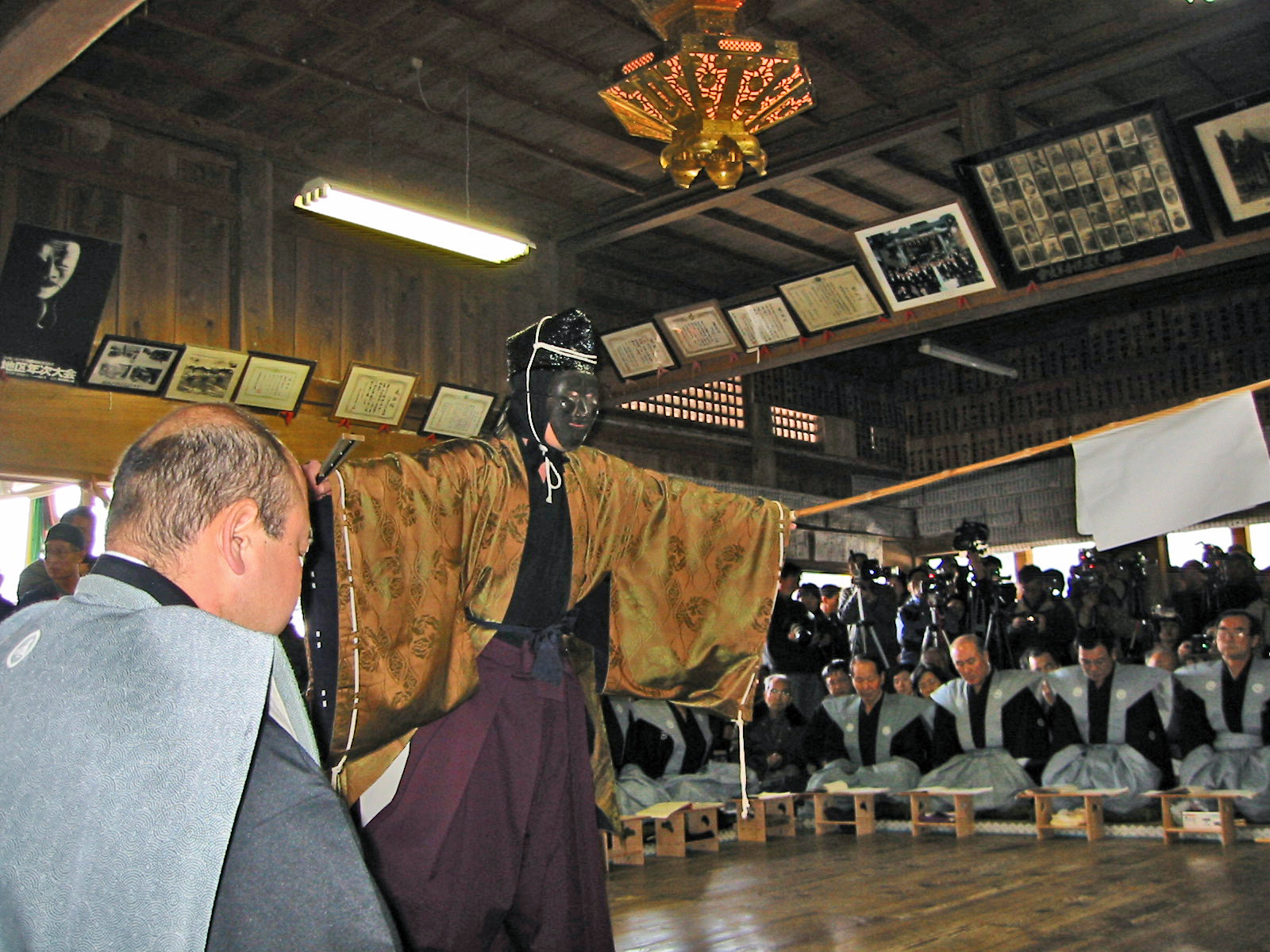
田楽の奉納
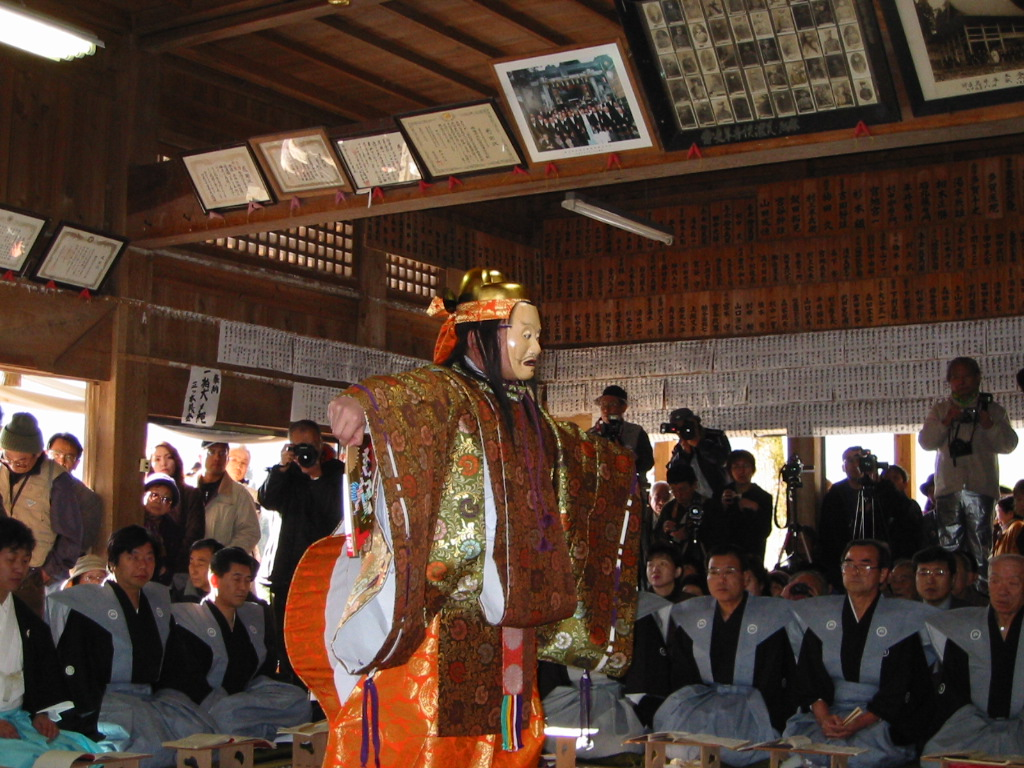
能舞の奉納